# Consell de Ministres d'Espanya (IV Legislatura)

Escut de l'estat espanyol, oficial des de 1982

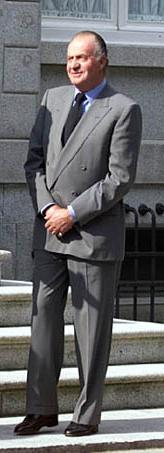
Joan Carles I, rei d'Espanya

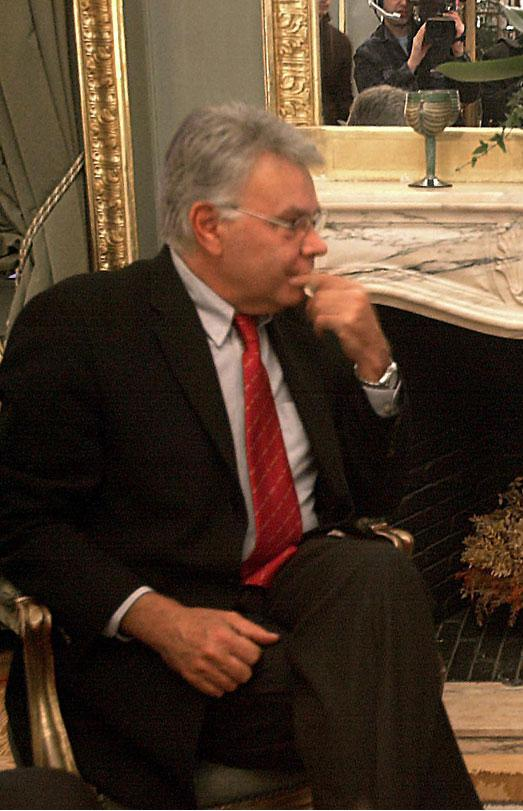
Felipe González, cap de govern

Aquesta és la composició del Consell de Ministres d'Espanya des del 7 de desembre de 1989 fins al 14 de juliol de 1993, corresponents al govern de Felipe González, amb les reformes que van haver-hi al llarg de la legislatura.
- President del Govern

Felipe González Márquez
Ministres
- Vicepresident del Govern

Alfonso Guerra González fins al 14 de gener de 1991
Narcís Serra i Serra des del 12 de març de 1991
- Ministre d'Afers exteriors

Francisco Fernández Ordóñez fins al 24 de juny de 1992
Javier Solana Madariaga des del 24 de juny de 1992
- Ministre de Justícia

Enrique Múgica Herzog fins al 12 de març de 1991
Tomás de la Quadra Salcedo des del 12 de març de 1991
- Ministre de Defensa

Narcís Serra i Serra fins al 12 de març de 1991
Julián García Vargas des del 12 de març de 1991
- Ministre d'Economia i Hisenda

Carlos Solchaga Catalán
- Ministre de l'Interior

José Luis Corcuera Cuesta
- Ministre d'Obres Públiques i Urbanisme

Javier Saenz de Cosculluela fins al 12 de març de 1991
Josep Borrell i Fontelles des del 12 de març de 1991
- Ministre d'Educació i Ciència

Javier Solana Madariaga fins al 24 de juny de 1992
Alfredo Pérez Rubalcaba des del 24 de juny de 1992
- Ministre de Treball i Seguretat Social

Manuel Chaves González fins al 2 de maig de 1990
Luis Martínez Noval des del 2 de maig de 1990
- Ministre d'Indústria i Energia

José Claudio Aranzadi Martínez
- Ministre d'Agricultura, Pesca i Alimentació

Carlos Romero Herrera fins al 12 de març de 1991
Pedro Solbes Mira des del 12 de març de 1991
- Ministre d'Administracions Públiques

Joaquín Almunia Amann fins al 12 de març de 1991
Juan Manuel Eguiagaray Ucelay des del 12 de març de 1991
- Ministeri de Transport, Turisme i Comunicacions

José Barrionuevo Peña fins al 12 de març de 1991
- Ministre de Cultura

Jorge Semprún Maura fins al 12 de març de 1991
Jordi Solé Tura des del 12 de març de 1991
- Ministre de Sanitat i Consum

Julián García Vargas fins al 12 de març de 1991.
Julián García Valverde des del 12 de març de 1991 fins al 15 de gener de 1992
José Antonio Griñán Martínez des del 15 de gener de 1992
- Ministre de Relacions amb les Corts

Virgilio Zapatero Gómez
- Ministra d'Assumptes Socials

Matilde Fernández Sanz
- Ministra Portaveu del Govern

Rosa Conde Gutiérrez del Álamo

## Canvis
- El 2 de maig de 1990 es produeix un canvi en el Ministeri de Treball.
- El 14 de gener de 1991 s'elimina la Vicepresidència del Govern després de la dimissió d'Alfonso Guerra.
- El 12 de març de 1991 es completa una ampliació remodelació del gabinet amb el nomenament de nou Vicepresident. El Ministeri de Transport, Turisme i Comunicacions s'integra al Ministeri d'Obres Públiques.
- El 15 de gener de 1992 es produeix un canvi en el titular del Ministeri de Sanitat.
- L'última remodelació es produeix el 24 de juny de 1992 després de la defunció del Ministre d'Afers exteriors, Fernández Ordóñez.